# NGC 6744
NGC 6744 (ou Caldwell 101) est une galaxie spirale intermédiaire relativement rapprochée et située dans la constellation du Paon. Sa vitesse par rapport au fond diffus cosmologique est de 802 ± 3 km/s, ce qui correspond à une distance de Hubble de 11,82 ± 0,83 Mpc (∼38,6 millions d'al). NGC 6744 a été découverte par l'astronome écossais James Dunlop en 1826.
NGC 6744 a été utilisé par Gérard de Vaucouleurs comme une galaxie de type morphologique SAB(r)bc dans son atlas des galaxies,.
La classe de luminosité de NGC 6744 est II-III et elle présente une large raie HI. Elle est aussi une galaxie LINER, c'est-à-dire une galaxie dont le noyau présente un spectre d'émission caractérisé par de larges raies d'atomes faiblement ionisés.
NGC 6744 possède au moins une galaxie compagnon irrégulière (NGC 6744A) superficiellement similaire à l’un des Nuages de Magellan.
En raison d'une brillance de surface égale à 14,53 mag/am2, on peut qualifier NGC 6744 de galaxie à faible brillance de surface (LSB en anglais pour low surface brightness). Les galaxies LSB sont des galaxies diffuses (D) avec une brillance de surface inférieure de moins d'une magnitude à celle du ciel nocturne ambiant.
À ce jour, 21 mesures non basées sur le décalage vers le rouge (redshift) donnent une distance de 7,244 ± 2,355 Mpc (∼23,6 millions d'al), ce qui est à l'intérieur des valeurs de la distance de Hubble. Puisque cette galaxie est relativement rapprochée du Groupe local, il est probable que cette valeur soit plus près de la distance réelle de NGC 6744. Notons que c'est avec la valeur moyenne des mesures indépendantes, lorsqu'elles existent, que la base de données NASA/IPAC calcule le diamètre d'une galaxie.

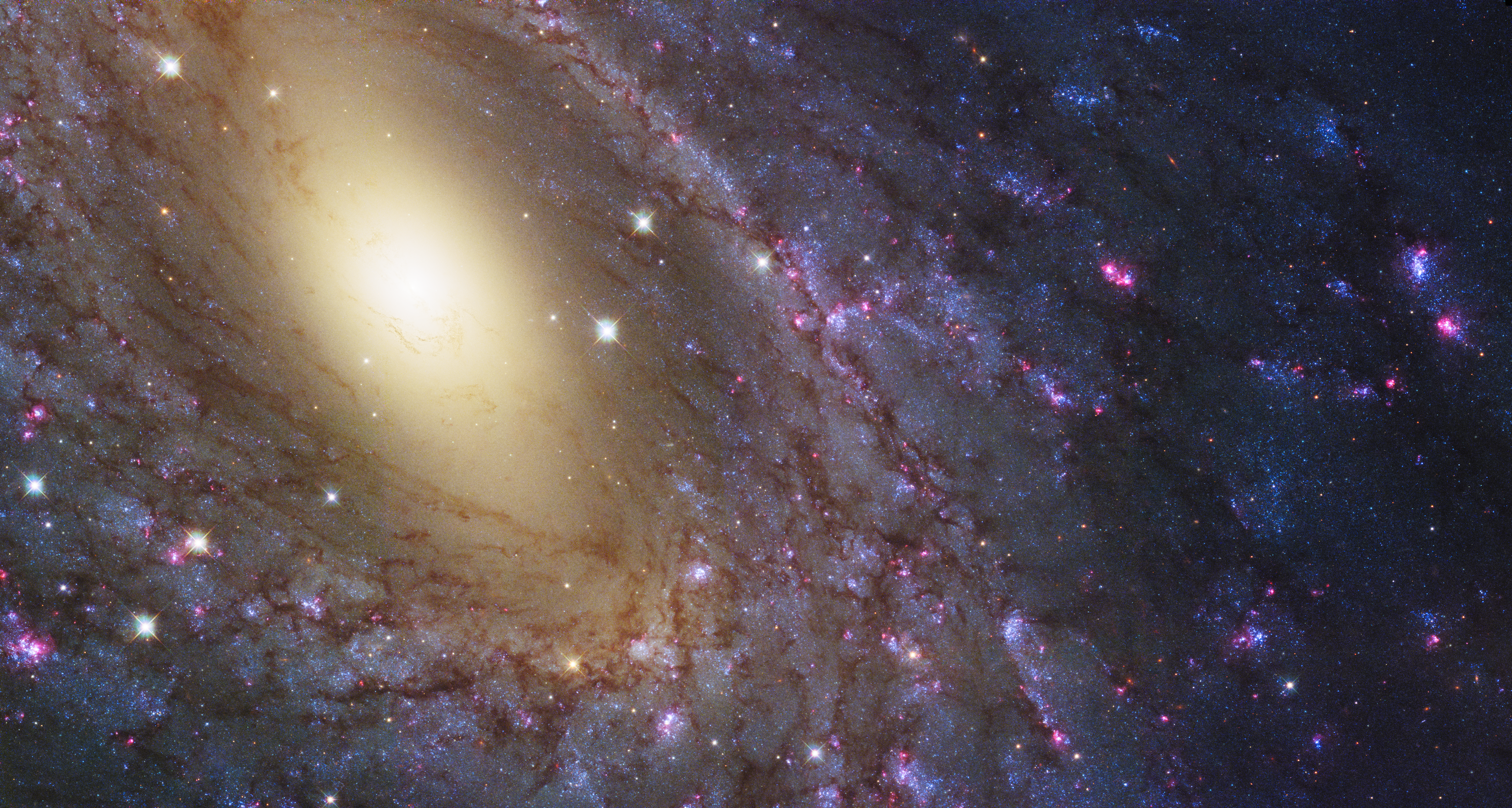
NGC 6744 vue par le télescope spatial Hubble.

## Supernova
La supernova SN 2005at a été découverte dans NGC 6744 le 15 mars 2005 par l'astronome australien R. Martin, depuis l'Observatoire de Perth. L'astronome amateur sud africain Berto Monard rapporte également la découverte faite indépendamment le 5 mars de la même année. D'une magnitude apparente de 16,0 au moment de sa découverte par R.Martin (B. Monard indiquant une magnitude apparente de 14,3), elle était de type Ic.

## Groupe de NGC 6744
NGC 6744 est membre d'un groupe de galaxies qui porte son nom. Selon le site « Un Atlas de l'Univers » de Richard Powell, le groupe de NGC 6744 comprend au moins 6 galaxies, soit NGC 6684, NGC 6684A (PGC 62517), NGC 6744, IC 4710, IC 4824 et ESO 141-42.

## Galerie

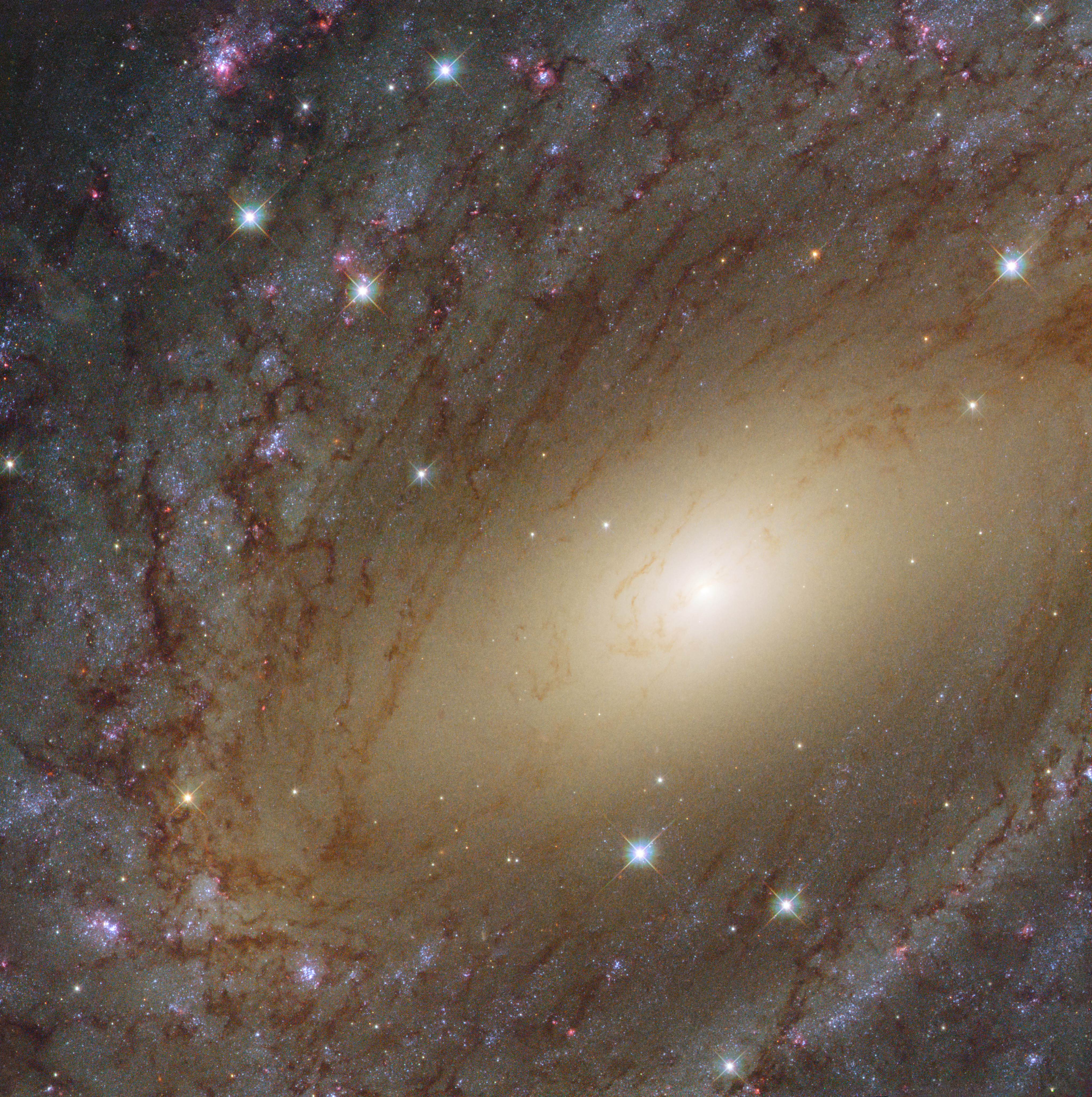
Autre version de NGC 6744, centrée sur le bulbe, par le télescope spatial Hubble.
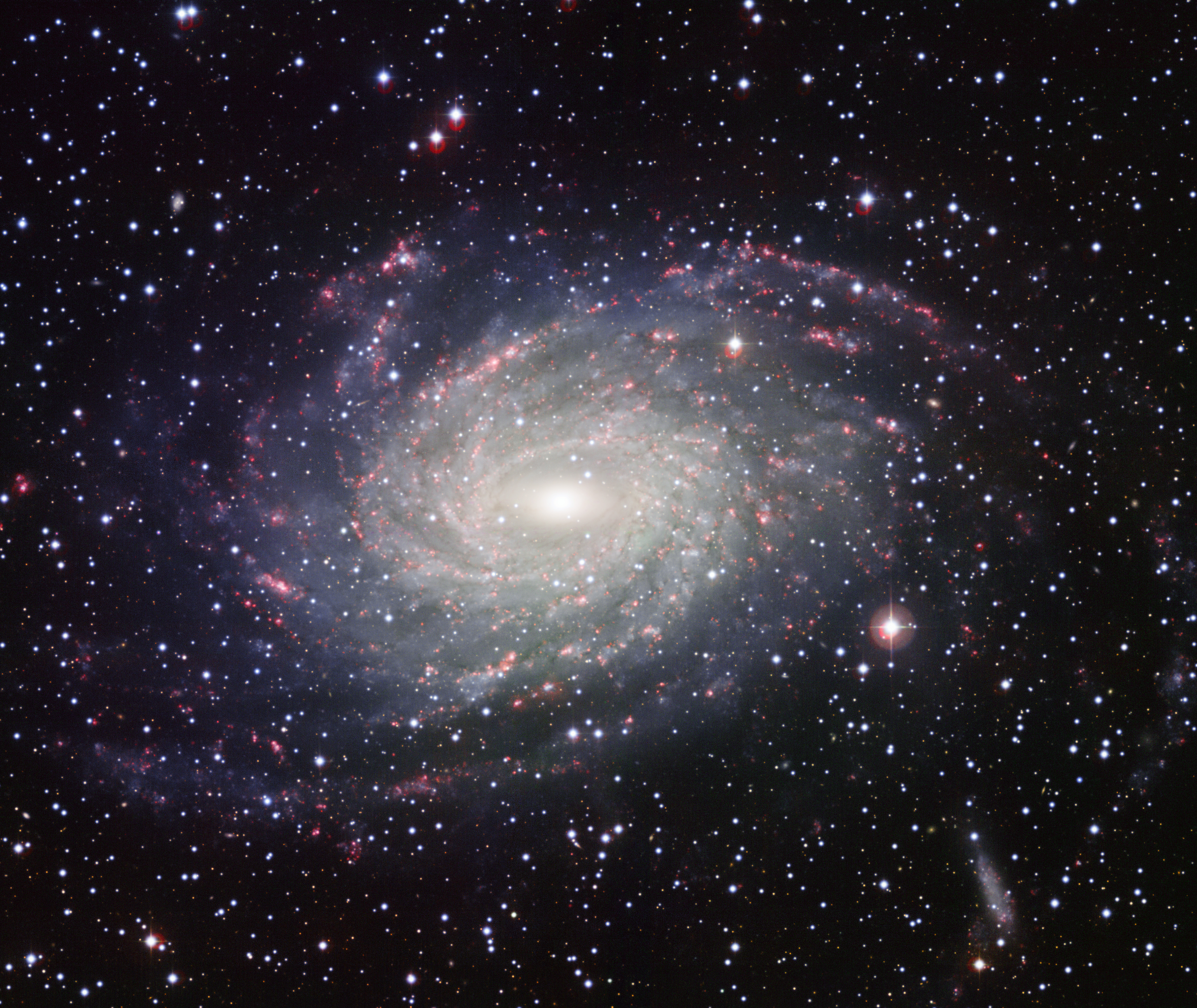
NGC 6744 vue par l'observatoire de La Silla.
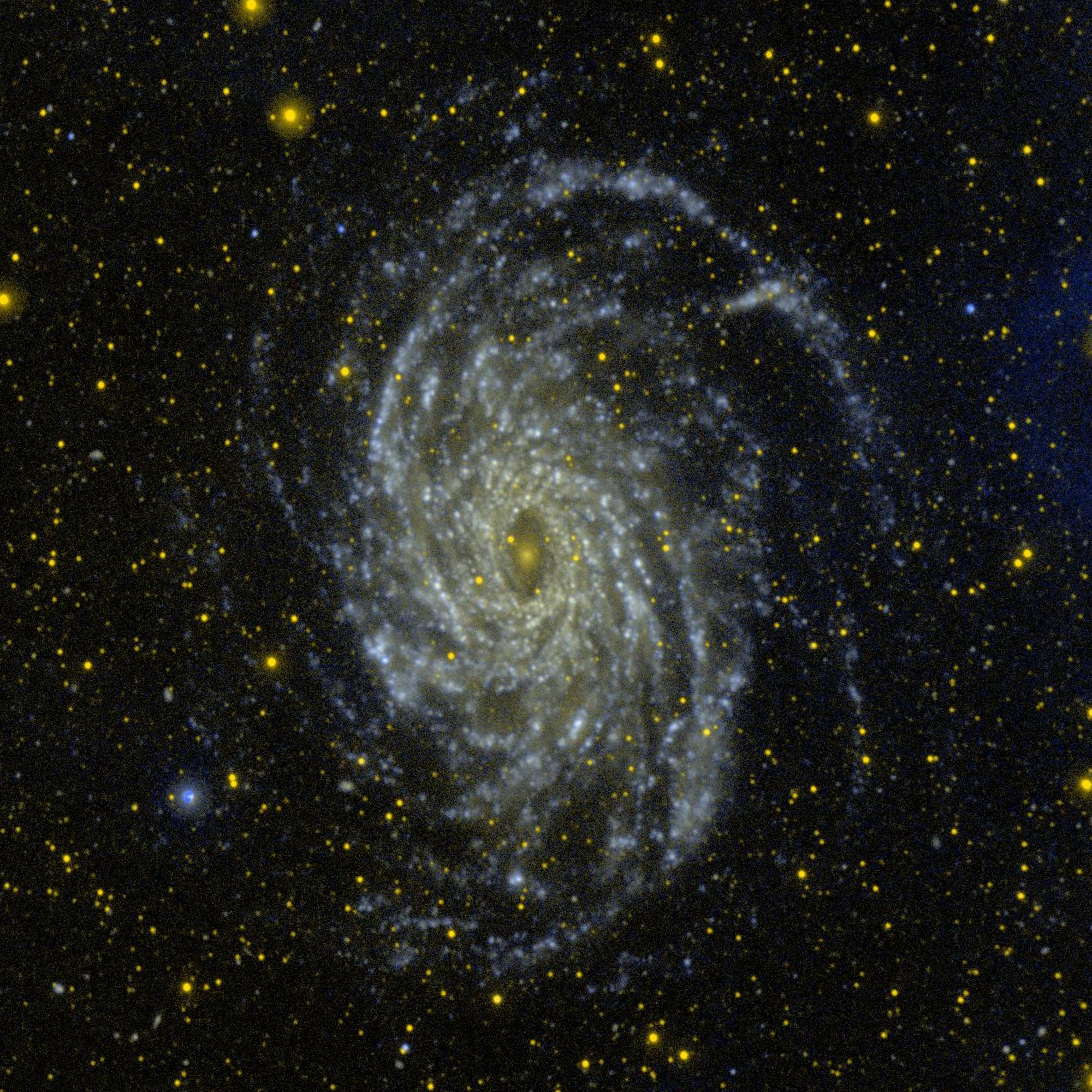
NGC 6744 vue en ultraviolet par le télescope spatial GALEX.
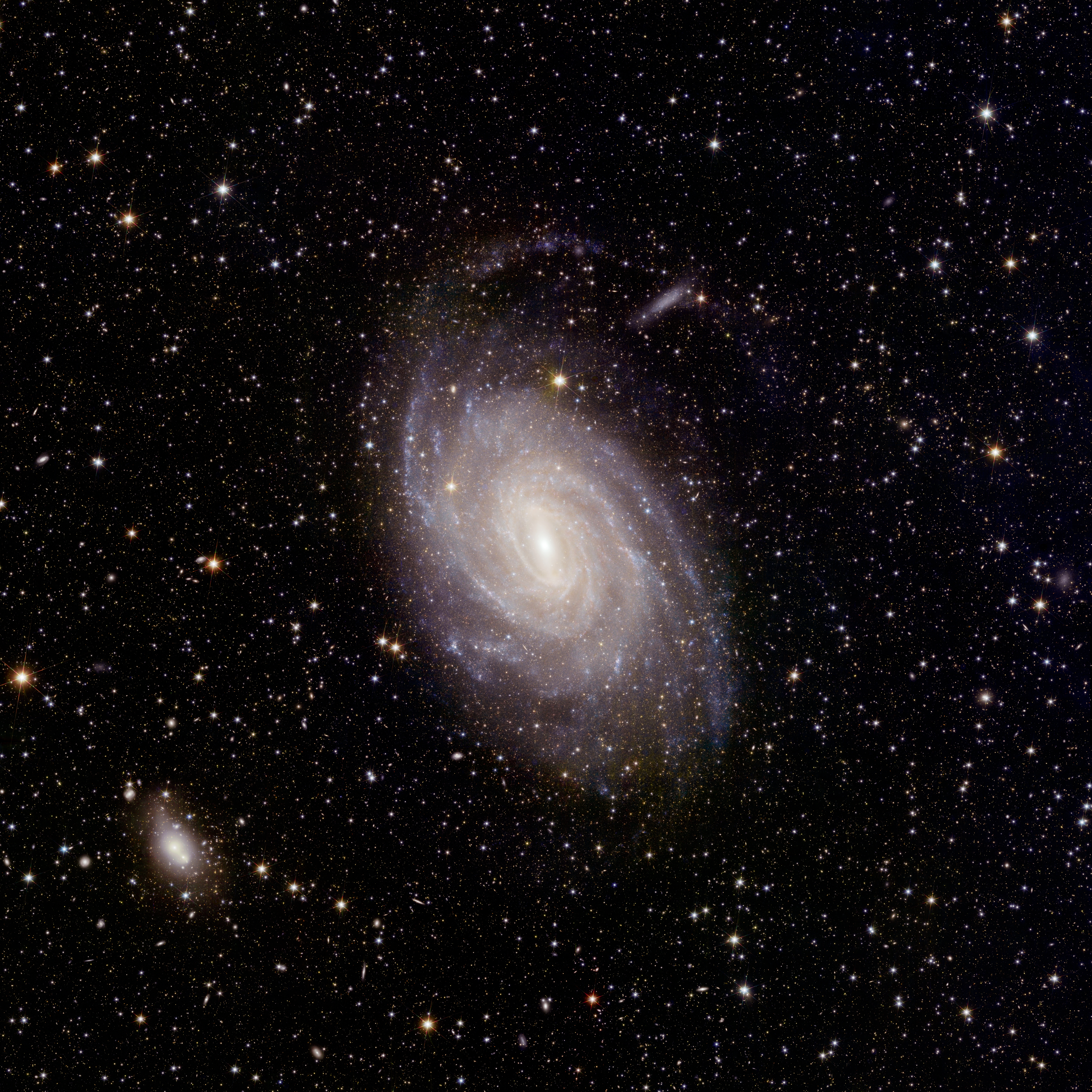
NGC 6744 imagée par le télescope spatial Euclid.